# Рославльская епархия
Росла́вльская епа́рхия — епархия Русской православной церкви, объединяющая приходы и монастыри в южной части Смоленской области (в границах Глинковского, Ельнинского, Ершичского, Монастырщинского, Починковского, Рославльского, Хиславичского, Шумячского районов и города Десногорска). Входит в состав Смоленской митрополии.

## История

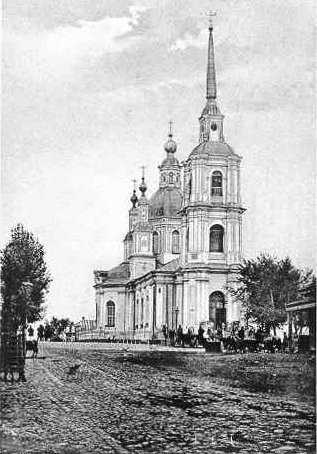
Благовещенский собор в Рославле

Рославльское викариатство было учреждено в 1920 году, названо по городу Рославль Смоленской губернии. Кафедра пресеклась в 1935 году. Была возобновлена во время Второй мировой войны в 1943 году на оккупированных территориях, однако вскоре в связи наступлением советских войск, пресеклась вновь.
С мая 2015 года правящий архиерей Смоленской епархии именовался «Смоленский и Рославльский».
4 мая 2017 года решением Священного Синода Русской Православной Церкви была образована самостоятельная Рославльская епархия, выделенная из состава Смоленской. Правящему архиерею усвоен титул «Рославльский и Десногорский».

## Епископы
Рославльское викариатство
- Вениамин (Глебов) (13 сентября 1920 — 1927)
- Валериан (Рудич) (28 апреля — 11 мая 1928)
- Даниил (Троицкий) (24 мая 1928 — август 1931)
- Стефан (Виноградов) (1931 — 3 июля 1935)
- Павел (Мелетьев) (12 июля 1943 — 1945)

Рославльская епархия
- Мелетий (Павлюченков) (с 11 июня 2017)

## Благочиния
Епархия разделена на 7 церковных округов (по состоянию на октябрь 2022 года):
- Десногорское благочиние
- Ельнинское благочиние
- Ершичское благочиние
- Починковское благочиние
- Рославльское благочиние
- Хиславичское благочиние
- Монастырское благочиние

## Монастыри
- Спасо-Преображенский монастырь в Рославле (мужской)